# Jagdfliegerführer 3
Jagdfliegerführer 3 war ab dem 21. Dezember 1939 die Bezeichnung einer Dienststellung bzw. einer Kommandobehörde auf Brigadeebene der deutschen Luftwaffe im Zweiten Weltkrieg. Ihre Hauptaufgabe war die Luftkriegsführung und die Luftraumverteidigung gegen die Westalliierten.

## Geschichte
Die Kommandobehörde des Jagdfliegerführers 3 wurde am 21. Dezember 1939 in Wiesbaden-Erbenheim aufgestellt. Sie führte die Jagd- und Zerstörergeschwader im Bereich der Luftflotte 3 und nahm die Luftraumverteidigung in Süddeutschland an der Grenze zu Frankreich wahr. Nach Beginn des Westfeldzuges am 10. Mai 1940 übernahm der Jagdfliegerführer mit seinen unterstellten Verbänden neben der Luftraumverteidigung auch offensive Aufgaben, wie den Begleitschutz von Sturzkampf- und Kampfgeschwadern. Ab Juli, nach dem Ende der Kampfhandlungen, nahm der Jagdfliegerführer seinen Sitz im deutschbesetzten Frankreich und führte von dort seine unterstellten Verbände in der Luftschlacht um England. Als diese im Frühjahr 1941 endete, ohne dass die eigentlichen Ziele erreicht wurden, verließen die meisten Jagdgeschwader den Bereich des Jagdfliegerführers. Dieser musste mit wenigen Verbänden ab Mitte 1941 die nordfranzösische Atlantikküste und Teile der Ärmelkanalküste gegen alliierte Einflüge sichern. In diese Zeit fiel auch die Durchführung des Unternehmens Cerberus, als vom 11. bis zum 13. Februar 1942 die deutschen Kriegsschiffe Scharnhorst, Gneisenau und Prinz Eugen durch den Ärmelkanal fuhren und ein Höchstmaß an Jagdschutz benötigten. Am 6. September 1943 wurde der Jagdfliegerführer 3 in Jagdfliegerführer 5 umbenannt.

## Personen

### Jagdfliegerführer
| Dienstgrad     | Name            | Datum                                |
| -------------- | --------------- | ------------------------------------ |
| Generalmajor   | Hans Klein      | 21. Dezember 1939 bis 7. März 1940   |
| Oberst         | Gerd von Massow | 8. März 1941 bis 5. Juni 1940        |
| Oberst         | Werner Junck    | 5. Juni 1940 bis 30. April 1941      |
| Oberst         | Max-Josef Ibel  | 6. Juni 1941 bis 30. November 1942   |
| Oberstleutnant | Karl Hentschel  | 1. Dezember 1942 bis 14. Januar 1943 |
| Oberst         | Walter Grabmann | 15. Januar 1943 bis 21. Juni 1943    |
| Oberstleutnant | Gordon Gollob   | 22. Juni 1943 bis 6. September 1943  |

### Erster Generalstabsoffizier
| Dienstgrad     | Name            | Datum                                 |
| -------------- | --------------- | ------------------------------------- |
| Major          | Martin Mettig   | 1. Januar 1941 bis 13. Oktober 1941   |
| Oberstleutnant | Karl Hentschel  | 23. Dezember 1941 bis 16. August 1942 |
| Major          | Erich von Selle | 17. August 1942 bis 15. Dezember 1942 |
| Major          | Gordon Gollob   | 15. Februar 1943 bis 22. Juni 1943    |
| Major          | Josef Fözö      | 26. August 1943 bis 6. September 1943 |

## Unterstellung
| Unterstellung                  | von               | bis               |
| ------------------------------ | ----------------- | ----------------- |
| Luftflotte 3                   | 21. Dezember 1939 | 1. Dezember 1942  |
| Höherer Jagdfliegerführer West | 1. Dezember 1942  | 6. September 1943 |

## Unterstellte Verbände
| 10. Mai 1940 | |
| --- | --- |
| 10. Mai 1940 | Stab, I., II. und III./Jagdgeschwader 2; Stab, I., II. und III./Jagdgeschwader 53; I./Zerstörergeschwader 2; I./Jagdgeschwader 76; III./Jagdgeschwader 52 |
| 13. August 1940 | |
| Stab, I., II. und III./Jagdgeschwader 2; Stab, I., II. und III./Jagdgeschwader 27; Stab, I., II. und III./Jagdgeschwader 53; Stab, I. und II./Zerstörergeschwader 2; Stab, II. und III./ZG 76 | |
| 22. Juni 1941 | |
| Stab, I., II. und III./Jagdgeschwader 2 | |